# Amaranthe (альбом)
| Оценки критиков | Оценки критиков |
| Источник        | Оценка          |
| --------------- | --------------- |
| AllMusic        | [ 1 ]           |
| Laut.de         | [ 2 ]           |
| Metal Storm     | 8.8/10          |
| Metal.de        | 3/10            |
| Metal1.info     | 2/10            |
| Powermetal.de   | 10/10           |
| Rock Hard       | 5.5/10          |

Amaranthe — это дебютный студийный альбом шведской метал-группы Amaranthe. Альбом был выпущен 11 апреля 2011 года и достиг 35-й и 16-й позиций в шведском и финском чартах соответственно. Он также возглавил чарты в Японии, обойдя Леди Гагу. В октябре 2011 года было выпущено подарочное издание с двумя бонус-треками и DVD.

## Список композиций
| №                   | Название                  | Текст песни                      | Музыка                            | Длительность |
| ------------------- | ------------------------- | -------------------------------- | --------------------------------- | ------------ |
| 1.                  | «Leave Everything Behind» | Джейк Э. Лундберг Олоф Мёрк      | Мёрк Лундберг                     | 3:17         |
| 2.                  | «Hunger»                  | Лундберг Мёрк Андреас Солвестром | Мёрк Лундберг Элиз Рид Солвестром | 3:12         |
| 3.                  | «1.000.000 Lightyears»    | Мёрк Рид Лундберг Солвестром     | Мёрк Рид                          | 3:15         |
| 4.                  | «Automatic»               | Мёрк Лундберг Рид Солвестром     | Мёрк Рид                          | 3:24         |
| 5.                  | «My Transition»           | Мёрк Лундберг                    | Мёрк                              | 3:49         |
| 6.                  | «Amaranthine»             | Лундберг Мёрк Солвестром         | Мёрк Лундберг                     | 3:29         |
| 7.                  | «Rain»                    | Лундберг Мёрк                    | Мёрк Лундберг                     | 3:44         |
| 8.                  | «Call Out My Name»        | Лундберг Мёрк                    | Мёрк Лундберг                     | 3:16         |
| 9.                  | «Enter the Maze»          | Лундберг Мёрк                    | Мёрк Лундберг                     | 4:04         |
| 10.                 | «Director's Cut»          | Лундберг Мёрк                    | Мёрк Лундберг                     | 4:49         |
| 11.                 | «Act of Desperation»      | Мёрк                             | Мёрк Рид                          | 3:04         |
| 12.                 | «Serendipity»             | Мёрк Рид Лундберг Солвестром     | Мёрк Рид                          | 3:26         |
| Общая длительность: | Общая длительность:       | Общая длительность:              | Общая длительность:               | 42:49        |

| №                   | Название                | Текст песни                  | Музыка              | Длительность |
| ------------------- | ----------------------- | ---------------------------- | ------------------- | ------------ |
| 13.                 | «Breaking Point»        | Лундберг Мёрк Рид Солвестром | Мёрк Рид            | 3:41         |
| 14.                 | «A Splinter in My Soul» | Лундберг Мёрк Солвестром     | Мёрк Лундберг       | 3:44         |
| Общая длительность: | Общая длительность:     | Общая длительность:          | Общая длительность: | 50:14        |

| №                   | Название                                        | Длительность |
| ------------------- | ----------------------------------------------- | ------------ |
| 13.                 | «Breaking Point»                                | 3:41         |
| 14.                 | «A Splinter in My Soul»                         | 3:44         |
| 15.                 | «Amaranthine» (акустическая версия)             | 3:09         |
| 16.                 | «Leave Everything Behind» (акустическая версия) | 3:18         |
| Общая длительность: | Общая длительность:                             | 56:41        |

| №                   | Название                                   | Режиссёр            | Длительность |
| ------------------- | ------------------------------------------ | ------------------- | ------------ |
| 1.                  | «Hunger» (музыкальное видео)               | Patric Ullaeus      | 3:40         |
| 2.                  | «Amaranthine» (музыкальное видео)          | Ullaeus             | 3:33         |
| 3.                  | «Behind the Scenes - The Making of Hunger» |                     | 1:19         |
| 4.                  | «2011 European Tour Documentary»           | Johan Carlén        | 11:12        |
| 5.                  | «Album Recording Studio Diaries»           | Джейк Э. Лундберг   | 22:06        |
| Общая длительность: | Общая длительность:                        | Общая длительность: | 41:50        |

| №                   | Название                                   | Режиссёр            | Длительность |
| ------------------- | ------------------------------------------ | ------------------- | ------------ |
| 1.                  | «Hunger» (музыкальное видео)               | Ullaeus             | 3:40         |
| 2.                  | «Amaranthine» (музыкальное видео)          | Ullaeus             | 3:33         |
| 3.                  | «Live@Brewhouse»                           |                     | 1:31         |
| 4.                  | «Live@Musikens Hus»                        |                     | 8:18         |
| 5.                  | «Behind the Scenes - The Making of Hunger» |                     | 1:19         |
| 6.                  | «2011 European Tour Documentary»           | Carlén              | 11:12        |
| 7.                  | «Album Recording Studio Diaries»           | Джейк Э. Лундберг   | 22:06        |
| Общая длительность: | Общая длительность:                        | Общая длительность: | 51:39        |

### Примечание
На стриминговых сервисах и в цифровых магазинах «Rain» альтернативно называется «It’s All About Me».

## Участники записи
| Amaranthe - Элиз Рид — чистый вокал (женский) - Джейк Э. Лундберг (Jake E) — чистый вокал (мужской) - Андреас Солвестром — экстрим-вокал - Олоф Мёрк — электогитара, клавишные, сопродюсер, сведение - Йохан Андреассен — бас-гитара - Мортен Лев Серенсен — барабаны | Приглашенные музыканты - Элиас Холмлид — клавишные и аранжировки на «Amaranthine» - Пагард Вольфф — дополнительная гитара на «Amaranthine» | Продюсирование - Джейкоб Хансен — продюсер, инженер, сведение, мастеринг - Йеппе Андерссон — сопродюсер |

## Чарты
| Чарт                  | Пиковая позиция |
| --------------------- | --------------- |
| Finnish Albums Chart  | 16              |
| Japanese Albums Chart | 39              |
| Swedish Albums Chart  | 35              |

## История выхода альбома
| Страна | Дата           |
| ------ | -------------- |
| Европа | 13 апреля 2011 |
| Япония | 8 июня 2011    |
| США    | 6 ноября 2012  |